# Noordelijke Karwendelketen

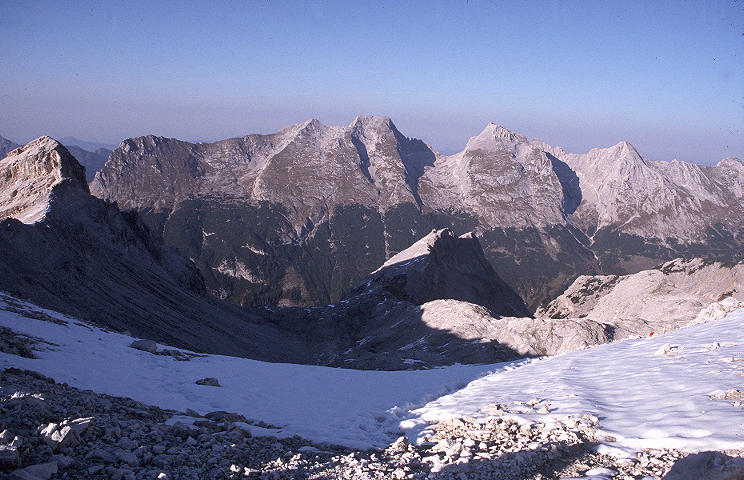
De Noordelijke Karwendelketen met de Bäralplkopf, de Schlichtenkarspitze, de Vogelkarspitze, de Östliche Karwendelspitze, de Grabenkarspitze, de Lackenkarspitze en de Kuhkopf (vanuit het zuiden, vanaf de Breitgrießkarscharte)

De Noordelijke Karwendelketen maakt deel uit van het Karwendelgebergte in de Oostenrijkse deelstaat Tirol. De keten loopt vanaf Scharnitz in noordoostelijke richting naar Mittenwald en maakt bij de Wörner een duidelijke knik naar het oosten. Over de keten loopt de Duits-Oostenrijkse grens. De noordwestelijke flank is Beiers, het zuidoostelijke deel is Tirools grondgebied.
De Noordelijke Karwendelketen moet niet verward worden met de Inndalketen, die ook wel de Noordketen wordt genoemd.
De hoogste bergtop van de Noordelijke Karwendelketen is de Östliche Karwendelspitze, die samen met de Vogelkarspitze een markant bergmassief vormt, welke bij helder weer vanuit München en de Beierse Hoogvlakte met het blote oog zichtbaar is. Het zuidwestelijke deel van de keten kent talrijke beklimmingen.

## Bergtoppen
- Östliche Karwendelspitze (2537 meter)
- Vogelkarspitze (2523 meter)
- Wörner (2476 meter)
- Kuhkopf (2399 meter)
- Westliche Karwendelspitze (2385 meter)
- Rotwandlspitze (2193 meter)
- Brunnsteinspitze (2179 meter)